# Човекът оркестър (филм, 2005)
„Човекът оркестър“ (на английски: One Man Band) е американски късометражен анимационен филм от 2005 г. на пълнометражната анимация „Колите“.